# Расточино
Расточино — деревня в Краснинском районе Смоленской области России. Входит в состав Малеевского сельского поселения. Население — 8 жителей (2007 год).
Расположена в западной части области, на берегу реки Артыхань (приток Молоховки) в 21 км к югу от Красного, в 60 км к юго-западу от Смоленска. В 41 км севернее деревни расположена железнодорожная станция Гусино на линии Москва — Минск.

## История
В годы Великой Отечественной войны деревня была оккупирована гитлеровскими войсками в июле 1941 года, освобождена в сентябре 1943 года.. С 2004 по 2023 годы входило в состав Викторовского сельского поселения, а с 2023 года в составе Малеевского сельского поселения.